# Leksand
Leksand este un oraș în Suedia.

## Demografie
| \| Evoluția demografică a zonei urbane Leksand, 1970–2015 \| Evoluția demografică a zonei urbane Leksand, 1970–2015 \| Evoluția demografică a zonei urbane Leksand, 1970–2015 \| Evoluția demografică a zonei urbane Leksand, 1970–2015 \| Evoluția demografică a zonei urbane Leksand, 1970–2015 \| \| --------------------------------------------------------------------------------------- \| ------------------------------------------------------ \| ------------------------------------------------------ \| ------------------------------------------------------ \| ------------------------------------------------------ \| \| An \| \| \| Locuitori \| \| \| 1970 \| 1970 \| \| 4.200 \| 4.200 \| \| 1975 \| 1975 \| \| 4.410 \| 4.410 \| \| 1980 \| 1980 \| \| 4.868 \| 4.868 \| \| 1990 \| 1990 \| \| 5.505 \| 5.505 \| \| 1995 \| 1995 \| \| 5.793 \| 5.793 \| \| 2000 \| 2000 \| \| 5.720 \| 5.720 \| \| 2005 \| 2005 \| \| 5.861 \| 5.861 \| \| 2010 \| 2010 \| \| 5.934 \| 5.934 \| \| 2015 \| 2015 \| \| 6.107 \| 6.107 \| \| Sursa: SCB - Statistika Centralbyrån, Folkmängden per tätort. Vart femte år 1960 - 2016 \| \| \| \| \| |      |  |           |       |
| Evoluția demografică a zonei urbane Leksand, 1970–2015 |      |  |           |       |
| An |      |  | Locuitori |       |
| 1970 | 1970 |  | 4.200     | 4.200 |
| 1975 | 1975 |  | 4.410     | 4.410 |
| 1980 | 1980 |  | 4.868     | 4.868 |
| 1990 | 1990 |  | 5.505     | 5.505 |
| 1995 | 1995 |  | 5.793     | 5.793 |
| 2000 | 2000 |  | 5.720     | 5.720 |
| 2005 | 2005 |  | 5.861     | 5.861 |
| 2010 | 2010 |  | 5.934     | 5.934 |
| 2015 | 2015 |  | 6.107     | 6.107 |
| Sursa: SCB - Statistika Centralbyrån, Folkmängden per tätort. Vart femte år 1960 - 2016 |      |  |           |       |